# باسكال أكا
باسكال أكا (بالفرنسية: Pascal Aka) (مواليد 17 يوليو 1985)، هو مُمثل ومُخرج ومُنتج إيفواري. أخرج باسكال وأنتج عدة أعمال سينمائية بارزة أبرزها كان أفلام جيمي وإيدي: أرواح الفتنة (بالإنجليزية: Jamie and Eddie: Souls of Strife) (2007)، وإيفول (بالإنجليزية: Evol) (2010)، وفيلم عبور مزدوج الذي حصل على عدة ترشيحات في حفل توزيع جوائز غانا للأفلام لسنة 2014.

## طفولته وبداياته
وُلد باسكال في مدينة أبيدجان في ساحل العاج، لكنه قضى طفولته في غانا ونشأ هناك. التحق بجامعة كارلتون في أونتاريو ودرس هناك في مجال الدراسات السينمائية. التحق بعد ذلك بجمعية صُناع الأفلام المُستقلة في أوتاوا، وشغل داخلها مناصب المُدير العام ورئيس لجنة التنوع ونائب الرئيس. أنتج باسكال وأخرج فيلمه الأول «جيمي وإيدي: أرواح الفتنة» سنة 2007 وهُو لا زال في سن 21 عامًا. بعد 9 سنوات من العيش في كندا، عاد باسكال إلى غانا وأسس شركة إنتاج خاصة سماها (بالإنجليزية: Breakthrough Media Productions).

## الجوائز والترشيحات
| السنة | حفل توزيع الجوائز             | الجائزة            | الفيلم                                | النتيجة |
| ----- | ----------------------------- | ------------------ | ------------------------------------- | ------- |
| 2014  | جوائز أفلام غانا              | أفضل مخرج          | عبور مزدوج ‏                           | رُشِّح     |
| 2014  | جوائز أفلام غانا              | أفضل فيلم          | عبور مزدوج ‏                           | فوز     |
| 2014  | جوائز أفلام غانا              | أفضل تصوير سينمائي | عبور مزدوج ‏                           | فوز     |
| 2014  | جوائز أفلام غانا              | أفضل فيلم قصير     | شرطة غانا (بالإنجليزية: Ghana Police) | فوز     |
| 2014  | مهرجان أكرا للفيلم الفرنكفوني | أفضل فيلم كوميدي   | السيد كيو                             | فوز     |

## روابط خارجية
- باسكال أكا على موقع IMDb (الإنجليزية)
- باسكال أكا على موقع قاعدة بيانات الفيلم (الإنجليزية)